# Русская армия Врангеля

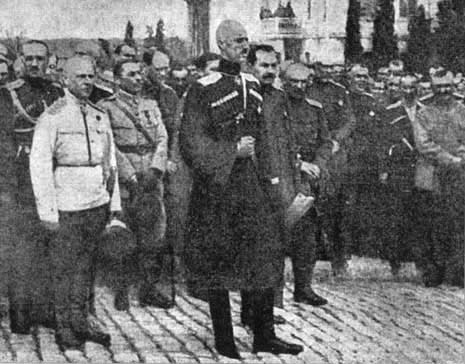
Главнокомандующий Русской армией барон Врангель, 1920 год

Ру́сская а́рмия (рус. дореф. Русская армія), Армия Врангеля, Крымская армия  — оперативно-стратегическое объединение белых сил на территории Юга России в апреле-ноябре 1920 года. После принятия генералом бароном П. Н. Врангелем должности Главнокомандующего потерпевшие поражение Вооружённые силы Юга России были им 11 мая в Крыму переформированы в Русскую армию, которая просуществовала до ноябрьской эвакуации 1920 года белых сил из Крыма. 21 ноября после эвакуации была образована Русская эскадра, заменившая армию.
В ноябре 1920 года, после отступления с перекопских позиций до крымских портов, армия была эвакуирована в район Черноморских проливов, затем в Болгарию и в Королевство Сербов, Хорватов и Словенцев. Впоследствии бывшие военнослужащие Русской армии стали основой Русского Общевоинского Союза.

## Состав
Русская армия барона Врангеля состояла из штаба и пяти корпусов:
- Штаб — Военное управление, Военно-техническое управление, ВОСО, Главная квартира (Севастополь), отделение Генштаба, Управление обер-квартирмейстера, Военно-морское управление, Особый отдел (контрразведка) и др. Начальник штаба — генерал-лейтенант П. Н. Шатилов.
- 1-й армейский (Добровольческий) корпус (Корниловская, Марковская и Дроздовская дивизии). Командир — генерал-лейтенант А. П. Кутепов.
- 2-й армейский корпус (13-я и 34-я пехотные дивизии, отдельная кавалерийская бригада). Командир — генерал-лейтенант Я. А. Слащёв.
- Донской корпус (сформирован 1 мая 1920). Включал 2-ю и 3-ю Донские дивизии и Гвардейскую бригаду. С 4 сентября 1920 года включён в 1-ю армию. Состав: 1-я и 2-я Донские конные и 3-я Донская дивизии. Командир — генерал-лейтенант Ф. Ф. Абрамов.
- Сводный корпус генерал-лейтенанта П. К. Писарева (3-я конная и Кубанская казачья дивизии, также включал Терско-Астраханскую и Чеченскую бригады). Ранее входил в Кубанскую армию. 7 июля 1920 года переформирован в Конный корпус.
- Конный корпус (сформирован 7 июля 1920 года из Сводного корпуса) в составе 1-й и 2-й конных дивизий. С 4 сентября 1920 года включён в 1-ю армию. Состав: 1-я и 2-я кавалерийские и 1-я Кубанская казачья дивизии, Запасной кавалерийский полк и конная сапёрно-подрывная команда. Командир — генерал-майор И. Г. Барбович.
- Группа генерал-лейтенанта С. Г. Улагая (Группа войск особого назначения) — части, предназначенные для десанта на Кубань (1-я и 2-я Кубанские казачьи и Сводная дивизии и Терско-Астраханская бригада).

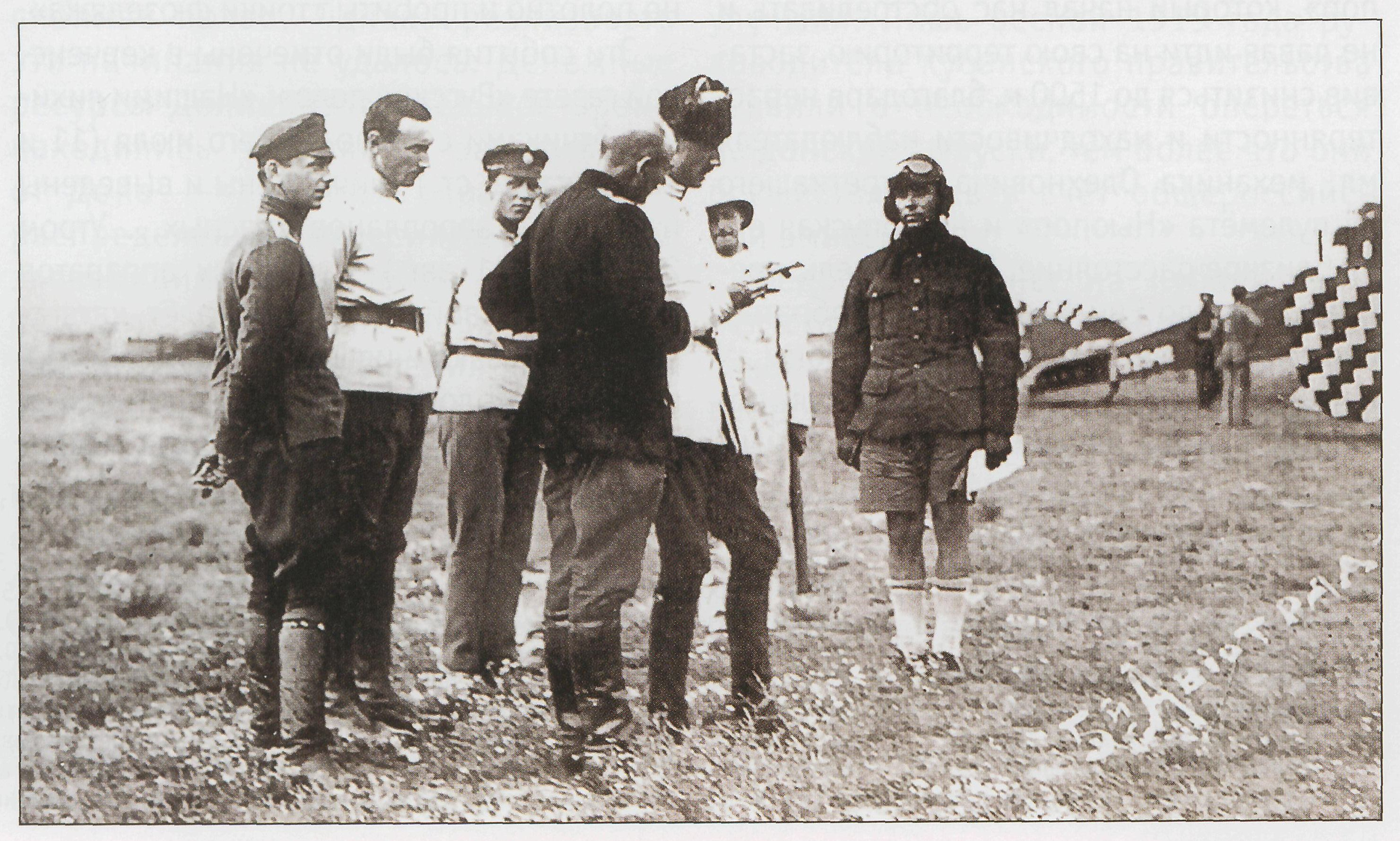
Генерал П. Н. Врангель принимает доклад летчика 5-го авиаотряда

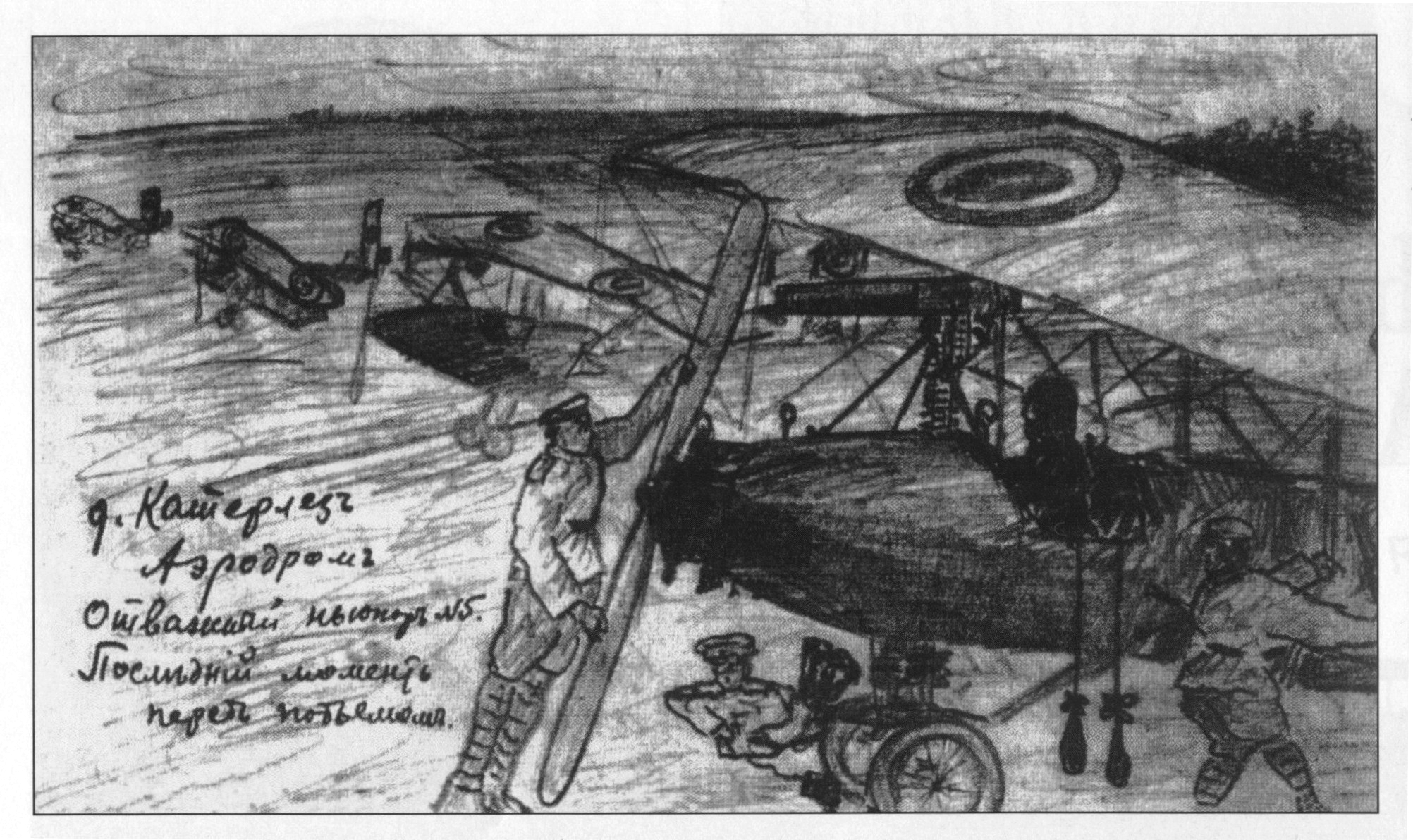
Рисунок, выполненный 21 июня 1920 года алексеевцем Б. Павловым. Показаны четыре самолёта 3-го авиаотряда Русской армии на аэродроме Катерлез (Крым). Есаул Просвирин готовится вылететь на своём Ньюпоре № 5.

Непосредственно при штабе Русской армии состояли иностранные военные миссии Японии, США, Франции, Польши, Сербии, Великобритании. При штабе Русской армии действовали политические и информационные части, а также культурно-просветительские отделения. В состав Русской армии входили также авиационные части (6 авиационных отрядов), танковые части (2 танковых дивизиона) и бронепоезда (4 бронепоездных дивизиона; командир — генерал Иванов), позиционные артиллерийские части (2 бригады и 2 дивизиона).
Для подготовки кадров действовали Константиновское, Александровское, Корниловское, Кубанское Алексеевское военные и Сергиевское артиллерийское училища и военные курсы.
Численность армии к маю 1920 года — 22—27 тысяч штыков и сабель, 126 орудий, 450 пулемётов (в Крыму в начале 1920 года находилось около 3,5 тыс. чел. и с Северного Кавказа было переброшено в общей сложности 35—40 тысяч). К началу июня 25 тысяч штыков и сабель. В сентябре 1920 года армия со всеми тыловыми учреждениями насчитывала около 300 тысяч человек, из которых на фронте около 50 тыс., около 80 тыс. в военных лагерях и около 30 тыс. раненых, 270 орудий, 1000 пулемётов, 17 бронепоездов, 13 танков. Боевой состав армии в сентябре не превышал 30—35 тыс. человек (в середине сентября 33 тыс.), в октябре — 25—27 тыс. Из имевшихся в Русской армии 50 тыс. офицеров непосредственно в боевых порядках находилось 6 тыс., 13 тыс. в ближайшем тылу и 31 тыс. в тылу (считая больных и раненых). Такое большое количество офицеров в тылу объясняется проведённой мобилизацией, когда все офицеры были призваны, включая пожилых, но многие из них служили в тыловых частях и учреждениях.

## В борьбе с большевиками
Несмотря на то, что к началу 1920 года продовольственная и техническая базы Русской армии были истощены (армия содержалась исключительно за счёт местного населения), тем не менее она являлась достаточно боеспособной силой, успешно сдерживавшей натиск Красной армии вплоть до осени 1920 года. К весне 1920 года, после успешной защиты Крыма силами корпуса Слащёва, основной тактической задачей Русской армии был выход из Крыма и прорыв в Северную Таврию, где она планировала пополнить запасы продовольствия и соединиться с частями войск главы Директории УНР Симона Петлюры, с которым Врангель вёл переговоры.

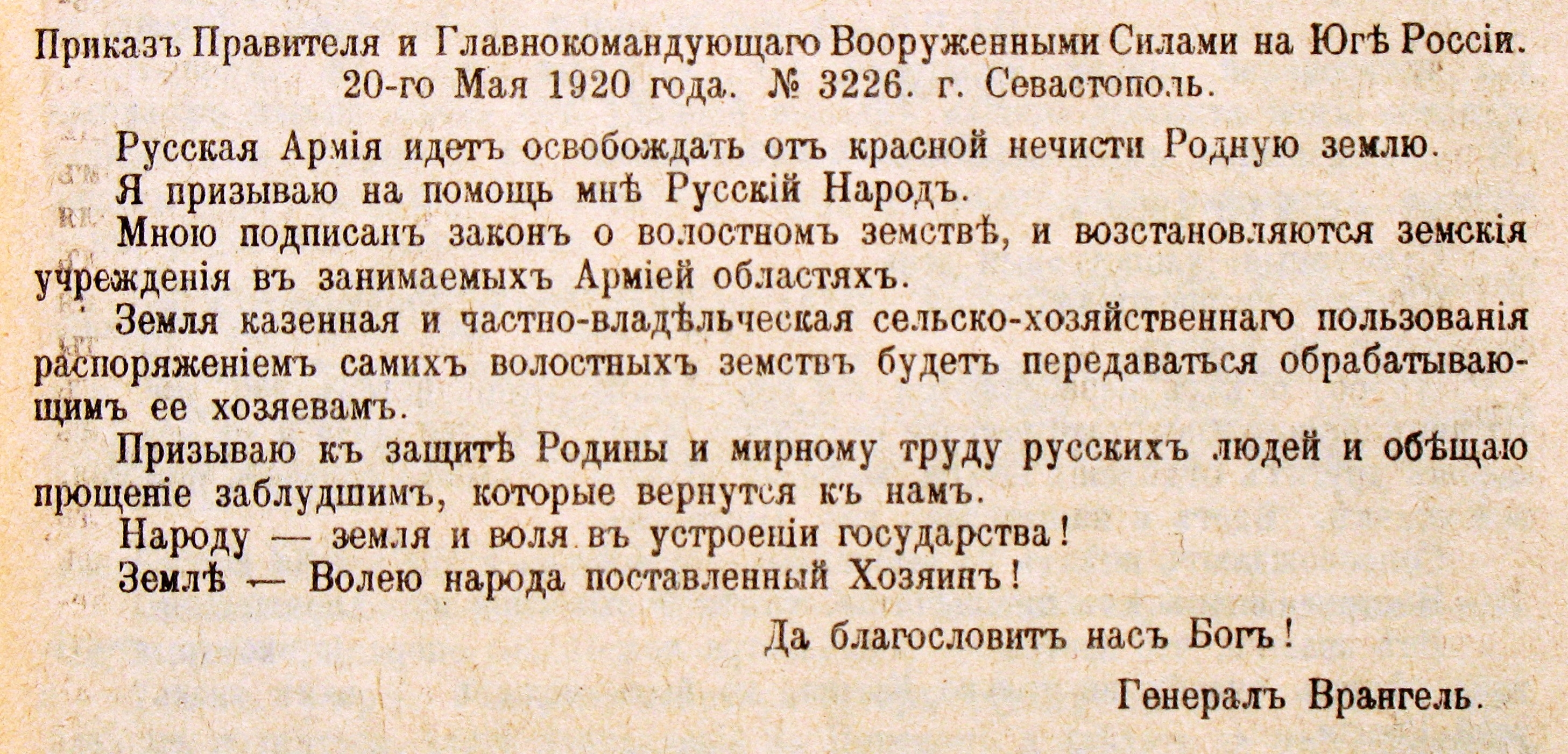
Приказ Врангеля по Русской армии № 3226 о «красной нечисти» и призыве о помощи.
20 мая 1920 года

В ходе успешно проведённой операции в июне 1920 года (см. разгром конной группы Жлобы) частям Русской армии удалось вырваться из Крыма и прорваться к Донбассу. Однако в августе дальнейшее наступление Русской армии было остановлено, в том числе, в связи с поражением под Каховкой, по всему фронту в Северной Таврии продолжались ожесточенные бои, практически без перерывов. Попытка высадить десант на Кубани под руководством генерал-лейтенанта С. Г. Улагая, в начале вполне успешная, в итоге закончилась неудачей. Таманский десант генерал-майора Харламова также потерпел поражение в конце августа 1920 года. В боевых операциях Русской армии содействовали Армия возрождения России генерала М. А. Фостикова, а также некоторые партизанские формирования Украины (в частности, «особый партизанский отряд» атамана Володина, впоследствии включённый в Русскую армию).
Последнее мощное наступление частей Русской армии в сентябре-октябре 1920 года, в ходе Заднепровской операции потерпело неудачу. Одновременно с данной операцией, очередное наступление на Каховский плацдарм 2-го армейского корпуса под командованием генерала Витковского завершилось безрезультатно и с большими потерями. Подтянув резервы и добившись 4-5-кратного превосходства, Фрунзе перешёл в наступление и в течение ожесточенных недельных боев выбил Русскую армию Врангеля из Северной Таврии. В результате белые части вновь были изолированы в Крыму. Войска Южного фронта совместно с махновцами провели Перекопско-Чонгарскую наступательную операцию, целью которой было взятие Перекопа и Чонгара и прорыв в Крым. Наступление на главном направлении удара было осуществлено силами 51-й дивизии Блюхера, 15-й дивизии, 1-й и 2-й конных армий, Латышской дивизии, а также повстанческой армией Н. Махно под общим руководством М. Фрунзе. Белые военачальники полагались на неприступность выстроенных укреплений у Перекопа и Чонгара, которые обороняли наиболее боеспособные части — Корниловские и Дроздовские полки, а также кубанские казачьи части, 34-я стрелковая дивизия и бронеавтомобили.
Несмотря на это, части Русской армии не смогли сдержать наступления красных, в ночь на 9 ноября 1920 года прорвавших оборону полуострова. Последовавшие встречные бои 9—11 ноября заставили Русскую армию отступить от Перекопских и Ишуньских позиций, после чего её части смогли оторваться от противника и организованно отошли в портовые города Севастополь, Ялту, Феодосию, Керчь и были 13—16 ноября эвакуированы из Крыма в оккупированный Антантой Константинополь на русских (под флагом Франции) кораблях, под прикрытием английских и французских военных кораблей.

## После эвакуации

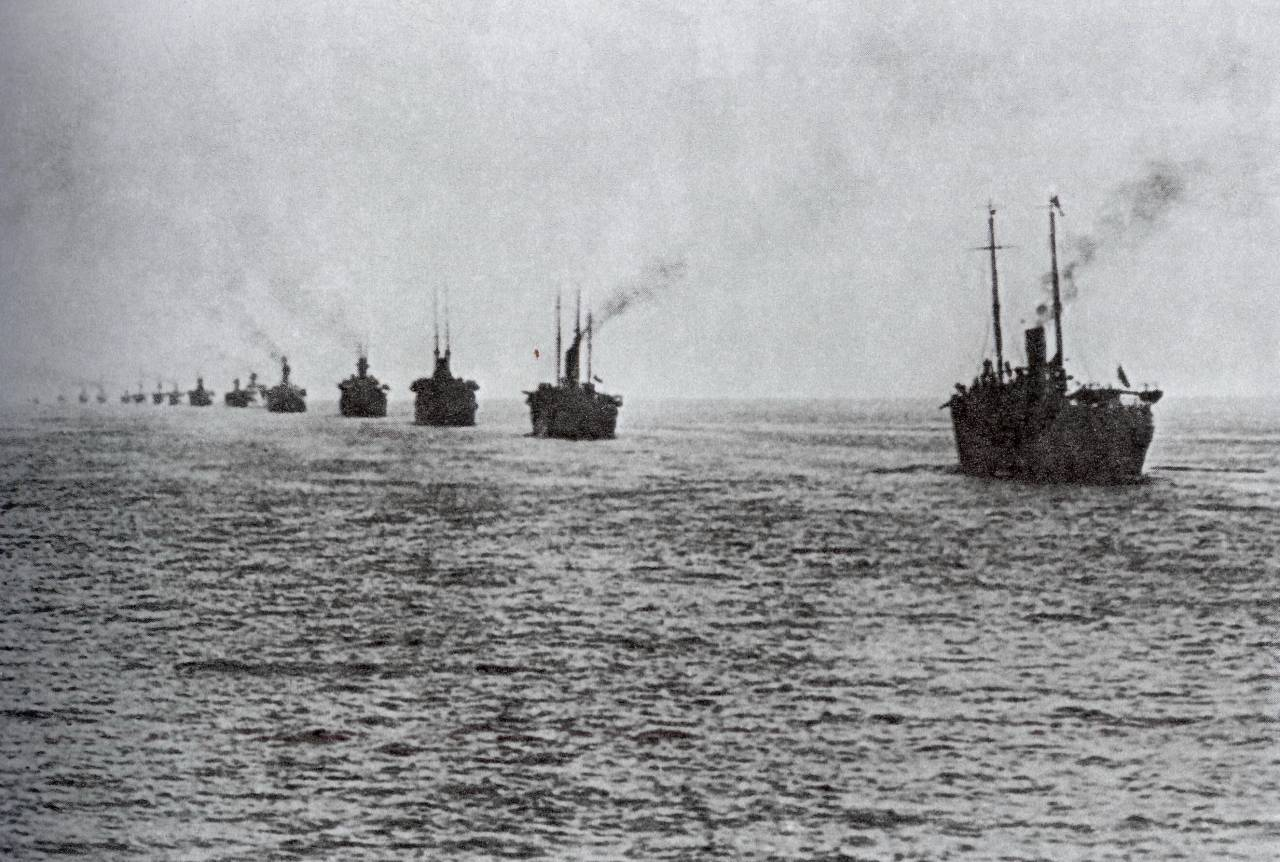
Эвакуация Русской армии из Крыма,
ноябрь 1920 года

После эвакуации из Крыма остатки Русской армии были переформированы и сведены в три корпуса — 1-й армейский (около 25 тыс. чел.), Донской (до 20 тыс. чел.) и Кубанский (16 тыс. чел.), разместившиеся, соответственно, в бывших военных лагерях в районе Галлиполи (см. Галлиполийское сидение), в Чаталджи и на острове Лемнос. Для сокращения армии, все штаб-офицеры, не получившие должности, были из неё уволены. Главнокомандующий и его штаб размещались в Константинополе. Флот реорганизован в Русскую эскадру и переведён в Бизерту (Тунис) (со временем корабли были переданы Франции в качестве платы за обеспечение эвакуации и содержание армии).
Высадившуюся на побережье Турции Русскую армию фактически интернировали. Военнослужащие и гражданские лица получили статус беженцев и содержались правительством Франции. Идея о переброске армии на другие театры военных действий или использовании её для охраны Черноморских проливов союзниками была отвергнута. Однако командование Русской армии не считало борьбу с большевиками законченной и предпринимало меры для сохранения Армии как боевой структуры. Вооружённые офицеры и спецподразделения поддерживали порядок и дисциплину в войсках. Предотвращение разложения, разрушения воинского порядка, стремления вернуться в Россию достигалось жёсткими мерами воздействия, вплоть до расстрелов.
Французское правительство не было заинтересовано в содержании армии Врангеля, финансовая помощь сократилась до минимума. Условия пребывания в лагерях были крайне тяжелыми. Результатом скудного пайка и болезней стала высокая смертность среди военнослужащих.
На 12 февраля 1921 года численность Русской армии составляла свыше 48 тыс. человек.
После объявления правительством Советской России в честь четырёхлетней годовщины Октябрьской революции амнистии отдельным категориям военнослужащих, находящимся за границей, значительная часть бывших военнослужащих Русской армии барона Врангеля при содействии французского правительства вернулась на Родину.
В ноябре-декабре 1921 года остатки армии были перевезены в Болгарию и Сербию. 1 сентября 1924 года Главнокомандующий Русской армией генерал-лейтенант барон П. Н. Врангель преобразовал её в Русский Обще-Воинский Союз (РОВС).